# Neuenburg NE
| NE ist das Kürzel für den Kanton Neuenburg in der Schweiz. Es wird verwendet, um Verwechslungen mit anderen Einträgen des Namens Neuenburg zu vermeiden. |

Neuenburg (auch Neuenburg am See, französisch Neuchâtel [nœʃɑtɛl, nøʃɑtɛl], familiär zuweilen zu [nœʃ, nøʃ] abgekürzt, frankoprovenzalisch a Ntchati [a ntʃaˈti], italienisch veraltet Neocastello und Nuovocastello) ist der Hauptort des Schweizer Kantons Neuenburg. Die Amtssprache ist Französisch.
Die politische Gemeinde zählt rund 44'500 Einwohner und die Agglomeration mit den anschliessenden Nachbargemeinden etwa 78'000 Einwohner. Damit ist Neuenburg die elftgrösste Stadt der Schweiz sowie nach Genf, Lausanne und Biel die viertgrösste Gemeinde der französischsprachigen Schweiz.

## Geographie
Das Territorium der Stadt und Gemeinde Neuenburg erstreckt sich über 1745 Hektar. 36 % davon sind bebaut. Neben der Stadt Neuenburg gehören auch die ehemals autonomen Ortsteile Serrières und Chaumont zur Gemeinde Neuenburg. Die unbebaute Fläche besteht hauptsächlich aus Wäldern und Wiesen. Seit 1512 gehört ausserdem der Domaine forestier des Joux nordwestlich von Les Ponts-de-Martel der Stadt Neuenburg.
Im Südosten wird die Stadt vom Neuenburgersee begrenzt, im Nordwesten und Norden liegt ein Abschnitt der Bergflanke der ersten Jurakette bis zum Gebirgskamm des Chaumont hinauf im Gemeindegebiet. Im Westen liegt die Seyonschlucht. Der Seyon wird in der Stadt durch einen Hügelzug nach Nordosten abgelenkt und mündet erst etwa zwei Kilometer weiter nordöstlich in den See. Der Bergsporn über dem Fluss bildete den Ausgangspunkt der Siedlungsentwicklung von Neuenburg.
Die Altstadt von Neuenburg besteht aus zwei Gebieten: einerseits aus dem Quartier auf dem Hügel über dem Seyongraben und andererseits aus der alten Unterstadt auf dem vom Seyon aufgeschütteten Schwemmkegel bis zum See. Auf dem Hügel und an seiner südlichen Flanke befinden sich die Kollegiatskirche, das Schloss Neuenburg, der Gefängnisturm und der Turm Tour de Diesse sowie alte Wohnquartiere. Die Unterstadt besteht aus Wohn- und Geschäftsquartieren. Die meisten Strassen im Stadtzentrum sind für den motorisierten Individualverkehr gesperrt. Östlich schliesst an das Stadtzentrum das Universitätsquartier an, am Seeufer liegt der Hafen der Stadt. Im Nordwesten wird die Altstadt von der Eisenbahnlinie begrenzt.
Auf dem Chaumont befinden sich ausgedehnte Alpweiden, auf denen in jüngerer Zeit zahlreiche Ferienhäuser errichtet wurden.
Angrenzende Gemeinden sind Milvignes im Westen, Val-de-Ruz im Norden sowie Cressier und Laténa im Osten.

Historisches Luftbild von Werner Friedli von 1949

Post und Hafen von Neuchâtel, Ballonaufnahme von Eduard Spelterini, 1924

Blick auf Neuchâtel, das Schloss von Neuchâtel und den Neuenburgersee, 1907

### Stadtquartiere
| Quartier               | Nr. | BFS-Code | Quartiere von Neuenburg |
| Draizes – Vauseyon     | 01  | 6458001  | Quartiere von Neuenburg |
| Serrières              | 02  | 6458002  | Quartiere von Neuenburg |
| Alpes                  | 03  | 6458003  | Quartiere von Neuenburg |
| Trois-Portes           | 04  | 6458004  | Quartiere von Neuenburg |
| Nord                   | 05  | 6458005  | Quartiere von Neuenburg |
| Centre                 | 06  | 6458006  | Quartiere von Neuenburg |
| Beaux-Arts             | 07  | 6458007  | Quartiere von Neuenburg |
| Maladière – Mail       | 08  | 6458008  | Quartiere von Neuenburg |
| La Coudre              | 09  | 6458009  | Quartiere von Neuenburg |
| Monruz                 | 10  | 6458010  | Quartiere von Neuenburg |
| Pierre-à-Bot – Acacias | 11  | 6458011  | Quartiere von Neuenburg |
| Chaumont               | 12  | 6458012  | Quartiere von Neuenburg |

### Klima
Für die Normalperiode 1991–2020 beträgt die Jahresmitteltemperatur 10,7 °C, wobei im Januar mit 1,8 °C die kältesten und im Juli mit 20,1 °C die wärmsten Monatsmitteltemperaturen gemessen werden. Im Mittel sind hier rund 54 Frosttage und 12 bis 13 Eistage zu erwarten. Sommertage gibt es im Jahresmittel rund 49, während normalerweise 10 Hitzetage zu verzeichnen sind. Die Messstation von MeteoSchweiz liegt auf einer Höhe von 485 m ü. M.
|                        | Jan  | Feb  | Mär  | Apr  | Mai  | Jun  | Jul  | Aug  | Sep  | Okt  | Nov | Dez  |   |       |
| Mittl. Temperatur (°C) | 1,8  | 2,6  | 6,5  | 10,3 | 14,2 | 18,0 | 20,1 | 19,6 | 15,5 | 10,8 | 5,8 | 2,6  | ⌀ | 10,7  |
| Mittl. Tagesmax. (°C)  | 3,9  | 5,6  | 10,6 | 15,0 | 18,9 | 22,9 | 25,3 | 24,7 | 19,8 | 14,1 | 8,1 | 4,6  | ⌀ | 14,5  |
| Mittl. Tagesmin. (°C)  | −0,3 | −0,1 | 2,9  | 6,0  | 9,9  | 13,5 | 15,4 | 15,2 | 11,7 | 8,0  | 3,5 | 0,6  | ⌀ | 7,2   |
|                        |      |      |      |      |      |      |      |      |      |      |     |      |   |       |
| Niederschlag (mm)      | 69   | 58   | 63   | 67   | 87   | 87   | 92   | 99   | 77   | 88   | 76  | 92   | Σ | 955   |
|                        |      |      |      |      |      |      |      |      |      |      |     |      |   |       |
| Sonnenstunden (h/d)    | 1,7  | 3,3  | 5,1  | 6,3  | 6,7  | 7,7  | 8,2  | 7,5  | 6,0  | 3,5  | 1,9 | 1,3  | ⌀ | 4,9   |
|                        |      |      |      |      |      |      |      |      |      |      |     |      |   |       |
| Regentage (d)          | 9,9  | 8,9  | 9,0  | 9,2  | 11,4 | 10,4 | 10,3 | 10,2 | 8,5  | 10,4 | 9,6 | 10,5 | Σ | 118,3 |
|                        |      |      |      |      |      |      |      |      |      |      |     |      |   |       |
| Luftfeuchtigkeit (%)   | 82   | 76   | 68   | 65   | 67   | 67   | 64   | 68   | 73   | 80   | 82  | 83   | ⌀ | 72,9  |

| −0,3 |

| −0,1 |

| 2,9 |

| 6,0 |

| 9,9 |

| 13,5 |

| 15,4 |

| 15,2 |

| 11,7 |

| 8,0 |

| 3,5 |

| 0,6 |

| −0,3 |

| −0,1 |

| 2,9 |

| 6,0 |

| 9,9 |

| 13,5 |

| 15,4 |

| 15,2 |

| 11,7 |

| 8,0 |

| 3,5 |

| 0,6 |

## Geschichte
Für die politische und allgemeine Entwicklung der Stadt, der Region und des Kantons siehe Geschichte des Kantons Neuenburg.
Die erste schriftliche Nennung von Neuenburg datiert aus dem Jahr 1011, als der Burgunderkönig Rudolph III. Novum Castellum (das neue Schloss) seiner Gattin Irmengarde (Irmingard) zum Geschenk machte. Dieses «neue Schloss» befand sich vermutlich dort, wo heute das Gefängnis steht, und war nicht viel mehr als eine kleine Garnison.
Die Stadt wuchs gemächlich. 1180 legten Ulrich II. von Neuenburg und seine Gattin den Grundstein für ein neues Schloss und die Église collégiale. Ulrichs Nachkommen gaben im Jahr 1214 den Neuenburgern den Status einer Freien Stadt. 1250 wurden die ersten Häuser auf der linken Seite des Flüsschens Seyon gebaut. Das heute noch bestehende Quartier Neubourg und die Stadtmauer entstanden. 1349 raffte die Pest ein Drittel der Stadtbevölkerung dahin. 1406 schlossen die Stadt und der Graf von Neuenburg ein Burgrecht mit Bern, das zum Mentor und Schiedsrichter der zwei Parteien wurde.
1530 brachte der von Bern mit einem Empfehlungsschreiben geschickte französische Glaubensflüchtling Guillaume Farel (1489–1565) die Reformation nach Neuenburg. Anfänglich konnte er nur in der kleinen Chapelle de l’Hôpital predigen. Doch bald zog er so viele Zuhörer an, dass er in der Stadtkirche verkündigen durfte. Als Folge davon wurden die dortigen Altäre, Statuen, Bilder und Kreuze zerstört, weil sie als Götzenbilder galten. Nur das Grabmal der Grafen von Neuenburg überstand diesen Bildersturm. Kurz darauf schloss sich der Rat der Stadt der Reformation an, die adelige Oberschicht blieb aber bis 1707 katholisch. Viele französische evangelische Glaubensflüchtlinge fanden in der Folge Aufnahme in der Stadt und Umgebung und prägten die weitere Entwicklung mit. Der französische Autor Antoine Marcourt wurde als erster evangelischer Pfarrer berufen. Farel reiste nach Genf weiter, um sich dort mit Jean Calvin für die Reformation einzusetzen. Pierre-Robert Olivétan wurde Hauslehrer in Neuenburg, er traf Farel 1532 im piemontesischen Chanforan mit Waldensern, um über eine Bibelübersetzung ins Französische zu diskutieren. Olivétan übersetzte die Bibel ins Französische und liess sie 1535 bei Pierre de Vingle in Neuenburg als erste französische Vollbibel drucken. Sie wurde etwas später auch in Genf und in anderen Städten nachgedruckt und gilt bis heute als wichtigste französische Bibelübersetzung. Als Calvin und Farel 1538 Genf verlassen mussten, wurde Marcourt nach Genf berufen, und Farel kehrte als Pfarrer nach Neuenburg zurück. Er führte eine Kirchenordnung nach Genfer Vorbild ein. In zahlreichen Reisen nach Italien, Frankreich und Deutschland setzte er sich für die französischsprachigen evangelischen Gläubigen ein. Heute erinnert die Farel-Statue auf der Esplanade vor der Stadtkirche an sein Wirken.
1579 trat der Fluss Seyon über die Ufer, zerstörte dabei alle Brücken der Stadt sowie das Rathaus und die darunter liegenden Stadtarchive. Zwischen dem 13. und dem 18. Jahrhundert wuchs die Stadt bis an die Ufer des Neuenburgersees und die Mündung des Seyons. Einige reiche Patrizier begannen, Häuser ausserhalb der alten Stadtmauer zu bauen, wobei ein Teil des Gelds auch aus dem florierenden Sklavenhandel stammte. Es entstanden der Faubourg de l’Hôpital, der Faubourg du Lac, das Quartier du Lac und das erst später so genannte Quartier Universitaire. 1838 wurde die Académie de Neuchâtel eröffnet, die 1910 zur Universität wurde. Auch die Arbeiter organisierten sich. Um 1873/1874 hatte die Juraföderation unter den Arbeitern einigen Rückhalt. Seit 1848 gab es die Ortssektion des Grütlivereins.
Von 1839 bis 1843 wurde der Fluss Seyon korrigiert, der die Stadt immer wieder überflutet hatte. Er wurde in Röhren umgeleitet, und an der Stelle des alten Flussbettes entstand eine Geschäftsstrasse (die Rue du Seyon). Im 19. Jahrhundert wurde auch das Seeufer mehrmals umgebaut. Nach dem Bau der Eisenbahnlinie und des Bahnhofs (1859) an der Flanke des Chaumonts wuchs die Stadt weiter in Richtung Norden. Am Seeufer wurde 1892 die Strassenbahnlinie nach Boudry eröffnet. Zur Teilnahme am Schweizer Kolonialismus gründeten Unternehmer 1885 eine Geografische Gesellschaft.
Im Januar 1976 beschloss der US-Uhrenkonzern Bulova die Schliessung seines Werks und die Verlegung an den bestehenden Standort Biel. 500 der insgesamt 1300 Stellen wurden gestrichen. Darauf besetzten die Beschäftigten die Fabrik, die Gewerkschaft SMUV erreichte eine Verlängerung des Betriebs um ein Jahr. Neun Tage später wurde die Fabrikbesetzung abgebrochen. Auch der Streik bei Dubied in Couvet, Marin und Peseux brachte die Leute im Sommer 1976 auf die Strasse. Am 11. April 1986 verübten unter der Bezeichnung Winkelried auftretende Rechtsextremisten einen Brandanschlag gegen das Centre social protestant in Neuenburg. Ein zweiter Brandanschlag vier Tage später galt der Villa Teresa, die weitere Hilfswerke, darunter die Caritas, beherbergte.
2015 wurde Neuenburg der Ehrentitel «Reformationsstadt Europas» durch die Gemeinschaft Evangelischer Kirchen in Europa verliehen. Neuenburg ist zudem eine der elf Schweizer Städte, die vom Evangelischen Kirchenbund 2017 das Etikett «Reformationsstadt» erhalten haben.

### Eingemeindungen
1930 wurde die bis dahin selbstständige Gemeinde La Coudre in die Stadt Neuenburg eingemeindet.
Am 1. Januar 2021 wurden Corcelles-Cormondrèche, Peseux und Valangin nach Neuenburg eingemeindet, wodurch die Einwohnerzahl der Stadt von 34'000 auf 44'500 anwuchs.

## Energieversorgung und -wirtschaft
Es ist urkundlich belegt, dass bereits im 14. Jahrhundert die Wasserkraft der Areuse genutzt wurde. An ihren Ufern befanden sich Getreide- und Fruchtmühlen, Ölstampfen, Sägereien und Schmieden. Über Wasserräder wurde die benötigte Energie für das Betreiben der diversen Gerätschaften in die Gebäude transferiert.
In den Jahren 1895 und 1896 erstellte die Société d’électricité Alioth als Generalunternehmer für die Stadt Neuenburg ein Wasserkraftwerk. Es wurde les Clées benannt und befand sich in der Areuse-Schlucht. Das Kraftwerk war für die benötigte elektrische Energie für die bereits bestehenden Strassenbahnen und eine zu erstellende Stadtbeleuchtung von Neuenburg vorgesehen. Durch die rasch steigende Nachfrage nach elektrischer Energie wurden 1903 die fünf bestehenden Generatorengruppen durch drei weitere verstärkt.
Das Stromnetz musste den steigenden Bedürfnissen ebenfalls laufend angepasst werden. Um die Versorgungssicherheit zu gewährleisten, wollten die Energieunternehmen ihre Stromnetze miteinander verbinden. Da unterschiedliche Spannungen und Taktfrequenzen verwendet wurden, musste vorgängig eine Einigung und entsprechende Angleichung auf ein einheitliches Betriebssystem erfolgen.
Seit 1898 ist das Wasserkraftwerk Combe-Garot, ebenfalls an der Areuse, in Betrieb. 1908 wurde das Werk renoviert und durch eine zusätzliche Generatorengruppe verstärkt. Dadurch erreichte es eine Stromerzeugung von 22,6 GWh im Jahr. Es dient noch heute (2024) den Städten Neuenburg und La Chaux-de-Fonds als Energie- und Trinkwasserquelle.
Da die Nachfrage nach elektrischer Energie weiter stark zunahm, stiess das Kraftwerk Les Clées an seine Leistungsgrenze. Es wurde ein neues Kraftwerk, genannt Chanet, erstellt. Dieses konnte 1913 an der Areuse, in der Nähe von Boudry, in Betrieb gesetzt werden. Mit seiner Nennleistung von 4'200 kW erreicht es eine jährliche Stromproduktion von 24,3 GWh. Daraufhin wurde Les Clées stillgelegt.
Ab 1939 wurde im Ortsteil Serrières eine Kraftwerksanlage, bestehend aus drei Kraftwerken, durch die ehemalige Firma Chocolat Suchard erbaut. Das Werk I Zentrum, erbaut 1939; das Werk III Oben, erbaut 1941; das Werk II Unten, erbaut 1978. 1939 entwickelte Brown, Boveri & Cie. die erste für die Stromerzeugung geeignete Gasturbine. Im März 1940 wurde diese Turbine im Industriegebiet in Cornaux in einem Kraftwerk als Notstromaggregat in Betrieb gesetzt. Sie verfügte über eine Nutzleistung ab Generator von 4'000 kW Leistung mit 50 Hz Netzfrequenz, bei einer Drehzahl von 3000/min. 1988 zeichnete die ASME die Turbine als Historisches Wahrzeichen des Maschinenbaus aus. Als die Turbine nach 62 Jahren störungsfreiem Betrieb 2002 ausfiel, wurde sie abgebaut und in Birr, wo sie ursprünglich gebaut wurde, in einem Pavillon ausgestellt.
1970 übernahm die 1907 gegründete Electricité Neuchâteloise SA (ENSA) die beiden Werke Combe-Garot und Chanet. Am 1. Januar 2005 fusionierten die ENSA und die Freiburgischen Elektrizitätswerke (FEW) zum Energieversorgungsunternehmen Groupe E, mit Sitz in Granges-Paccot im Kanton Freiburg.
2012 reichte die Groupe E ein Baugesuch für ein Gaskombikraftwerk ein. Dieses sollte Energie und Wärme produzieren. Als Standort war die Industriezone in Cornaux vorgesehen, in der Nähe der im Jahr 2002 demontierten Gasturbine der BBC. An diesem Standort wären die Gaszuleitung, Transformatorenposten und eine Hochspannungsleitung bereits vorhanden gewesen. Die Umweltorganisation WWF erhob jedoch Einsprache mit der Begründung, die jährlich anfallenden 700'000 Tonnen CO₂ seien mit den heutigen Klimazielen der Schweiz nicht zu vereinbaren. Zudem ging aus der Eingabe nicht hervor, wie dieser CO₂-Ausstoss, wie vom Bund vorgeschrieben, kompensiert werden sollte. Im April 2015 wurde bekannt, dass die Groupe E ihr Baugesuch zurückziehe. Als Grund wurde der gesunkene Strompreis aufgrund der europäischen Überkapazitäten angegeben; dieser würde die Rentabilität des 450-Millionen-Projektes beeinträchtigen.
Das Stromversorgungsunternehmen Viteos SA, Neuchâtel, übernahm die ehemaligen Suchard-Kraftwerke. Das Werk II Unten konnte nach umfangreichen Umbauarbeiten, Ersatz der Turbinen, Generatoren und Apparaten als erneuertes Kraftwerk La Serrières 2016 wieder in Betrieb genommen werden. Seine jährliche Stromerzeugung konnte von 3,3 GWh/a auf 4,4 GWh/a angehoben werden. Bei den längst stillgelegten Werken I und III wurden die Kraftwerksinstallationen ausgebaut.

## Politik

### Legislative
- PdA: 1
- Sol: 2
- Grüne: 11
- SP: 10
- GLP: 5
- FDP: 12

Der Conseil général (Generalrat) wird von den Stimmberechtigten alle vier Jahre im Proporz gewählt. Seit der Wahl vom 25. Oktober 2020 setzt er sich gemäss nebenstehender Grafik zusammen. Bis 2016 galt eine Sperrklausel von 10 %, die jedoch über Listenverbindungen umgangen werden konnte. So bildeten jeweils FDP, CVP und GLP bzw. SP, Grüne, PdA und solidaritéS breite Listenverbindungen.
Bei den letzten Wahlen ergaben sich folgende Ergebnisse:
| Partei                              | 2008 | 2012 | 2016 | 2020 |
| ----------------------------------- | ---- | ---- | ---- | ---- |
| FDP.Die Liberalen                   | 11   | 15   | 13   | 12   |
| Grüne                               | 06   | 07   | 07   | 11   |
| Sozialdemokratische Partei          | 14   | 14   | 13   | 10   |
| Grünliberale Partei                 | 0-   | 0-   | 03   | 05   |
| Partei der Arbeit                   | 01   | 02   | 01   | 01   |
| solidaritéS                         | 03   | 02   | 03   | 02   |
| Christlichdemokratische Volkspartei | 0-   | 01   | 01   | 0-   |
| Schweizerische Volkspartei          | 06   | 0-   | 0-   | 0-   |

### Exekutive
Die Exekutive wird durch den fünfköpfigen Conseil communal (Gemeinderat) gebildet. Er wird parallel zur Legislative ebenfalls alle vier Jahre im Proporz von den Stimmberechtigten gewählt. Das Stadtpräsidium wechselt jährlich unter den Mitgliedern des Gemeinderates. Zurzeit (Stand 2024) setzt er sich aus zwei Vertretern der FDP, einem Sozialdemokraten, einer Grünen und einem Grünliberalen zusammen.

### Verwaltung
In Neuenburg haben nicht nur die Behörden von Stadt und Kanton Neuenburg ihren Sitz, sondern auch das eidgenössische Bundesamt für Statistik. Im Rahmen der Dezentralisierung der Bundesverwaltung wurde es 1998 von Bern nach Neuenburg verlegt.

### Wappen und Farben
| Wappen von Neuenburg | Blasonierung: «In Gold ein rot bewehrter und rot bezungter schwarzer Adler, belegt mit goldenem Brustschild mit einem von Rot und Silber sechsmal sparrenweise geteilten Pfahl.»                              |
| Wappen von Neuenburg | Wappenbegründung: Das Wappen erscheint als Kombination eines einfachen Reichsadlers mit dem Stammwappen derer von Neuenburg. Die Farben der Stadt sind Grün und Rot. («Neuenburger Spezialherrschaftswappen») |

### Nationale Wahlen
Die Stimmenanteile der Parteien anlässlich der Nationalratswahl 2019 betrugen: GPS 26,2 %, SP 20,9 %, FDP 17,8 %, POP/Sol 12,9 %, glp 11,2 %, SVP 7,7 %, CVP 3,2 %.

## Sehenswürdigkeiten
Die weithin sichtbaren Wahrzeichen der Stadt sind das Schloss und die Kollegiatkirche (La Collégiale), in der das Kenotaph (Grabmal der Grafen von Neuenburg) liegt. Das Schloss beherbergt heute einen Teil der kantonalen Verwaltung. Zu den Sehenswürdigkeiten von Neuenburg zählen auch der Tour des Prisons, das Maison des Halles, das Hôtel DuPeyrou wie auch die protestantische Kirche Temple de Serrières deren Ursprung auf das 7. Jh. zurückgeht.
Bei Neuenburg steht der Aussichtsturm Chaumont (ca. 5 km nordöstlich des Zentrums), oberhalb der Stadt liegt im Wald der Findling Pierrabot, einer der grössten Findlinge der Schweiz.

## Kultur und Freizeit

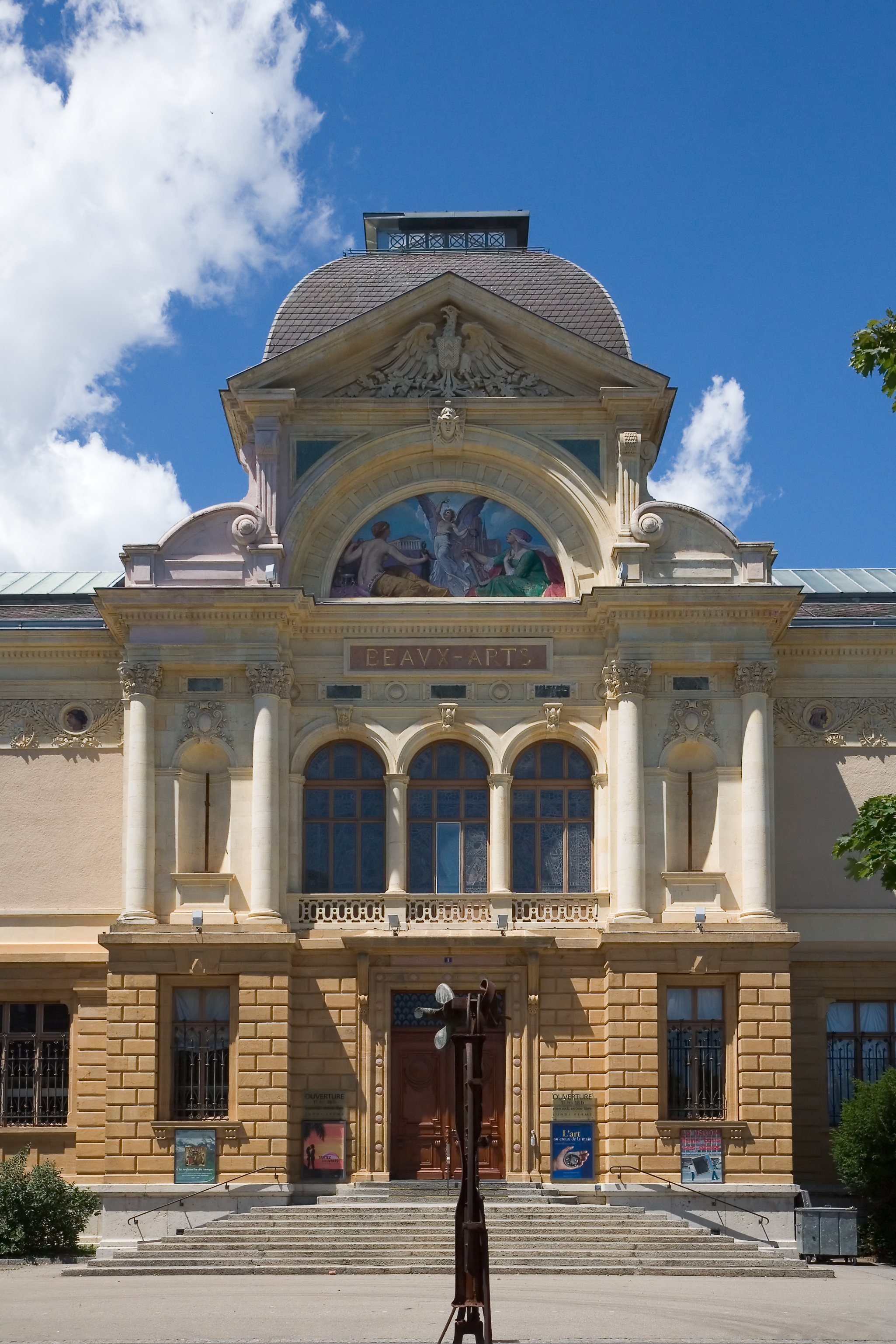
Das Kunstmuseum Neuenburg

### Museen
Neuenburg verfügt über drei überregional bedeutende Museen:
- Das Centre Dürrenmatt, in dem Gemälde und Zeichnungen des Schweizer Schriftstellers und Dramatikers Friedrich Dürrenmatt ausgestellt werden. Dürrenmatt bezog im Jahr 1952 sein Haus oberhalb der Stadt, wo er bis zu seinem Tod am 14. Dezember 1990 lebte und arbeitete. In einigen seiner Werke hatte er dieses Leben knapp an der Sprachgrenze auch thematisiert – insbesondere die Tatsache, dass er ab 1952 im französischsprachigen Teil lebte, aber auf Deutsch schrieb. Nach seinem Tod wurde sein Haus erweitert, sodass darin ein Museum eingerichtet werden konnte, das im September 2000 offiziell eröffnet wurde. Dieses Museum – das Centre Dürrenmatt – widmet sich auf mehreren Etagen Dürrenmatts literarischen, malerischen sowie auch seinem sonstigen künstlerischen Schaffen. Es bietet neben zahlreichen Exponaten, darunter handschriftlichen Skizzen zu seinen Stücken sowie vielen seiner Bilder, und regelmässigen Veranstaltungen auch einen Blick über den Neuenburgersee
- das Musée d’Art et d’Histoire de Neuchâtel, in welchem die drei weltberühmten Automaten der Brüder Jaquet-Droz ausgestellt sind.
- das international bekannte Musée d’Ethnographie (Ethnographie-Museum).

Ein weiteres Museum in der Stadt ist das Muséum d’histoire naturelle.
In der Nachbargemeinde Hauterive NE befindet sich das kantonale archäologische Museum Laténium.

### Musik, Film und Festivals
In Neuenburg finden alljährlich mehrere Festivals statt. Dazu gehören das Strassenmusik-Festival und das Neuchâtel International Fantastic Film Festival. Am bekanntesten ist das Winzerfest Fête des Vendanges, das seit 1902 jährlich im September stattfindet und inzwischen jeweils über 100'000 Besucher anzieht.
Seit 2001 findet zudem jährlich Anfang Juni das Festi’ Neuch statt, ein mittlerweile viertägiges Openair-Festival mit einem auf die Stilrichtungen Pop, Rock, Hip-Hop sowie Electro ausgerichteten Programm. Das Gelände befindet sich direkt am Seeufer entlang der Jeunes Rives. Während bei der ersten Ausführung circa 3000 Besucher angelockt wurden, vergrösserte sich die Anzahl verkaufter Tickets bis 2010 auf rund 37'000.

### Sport

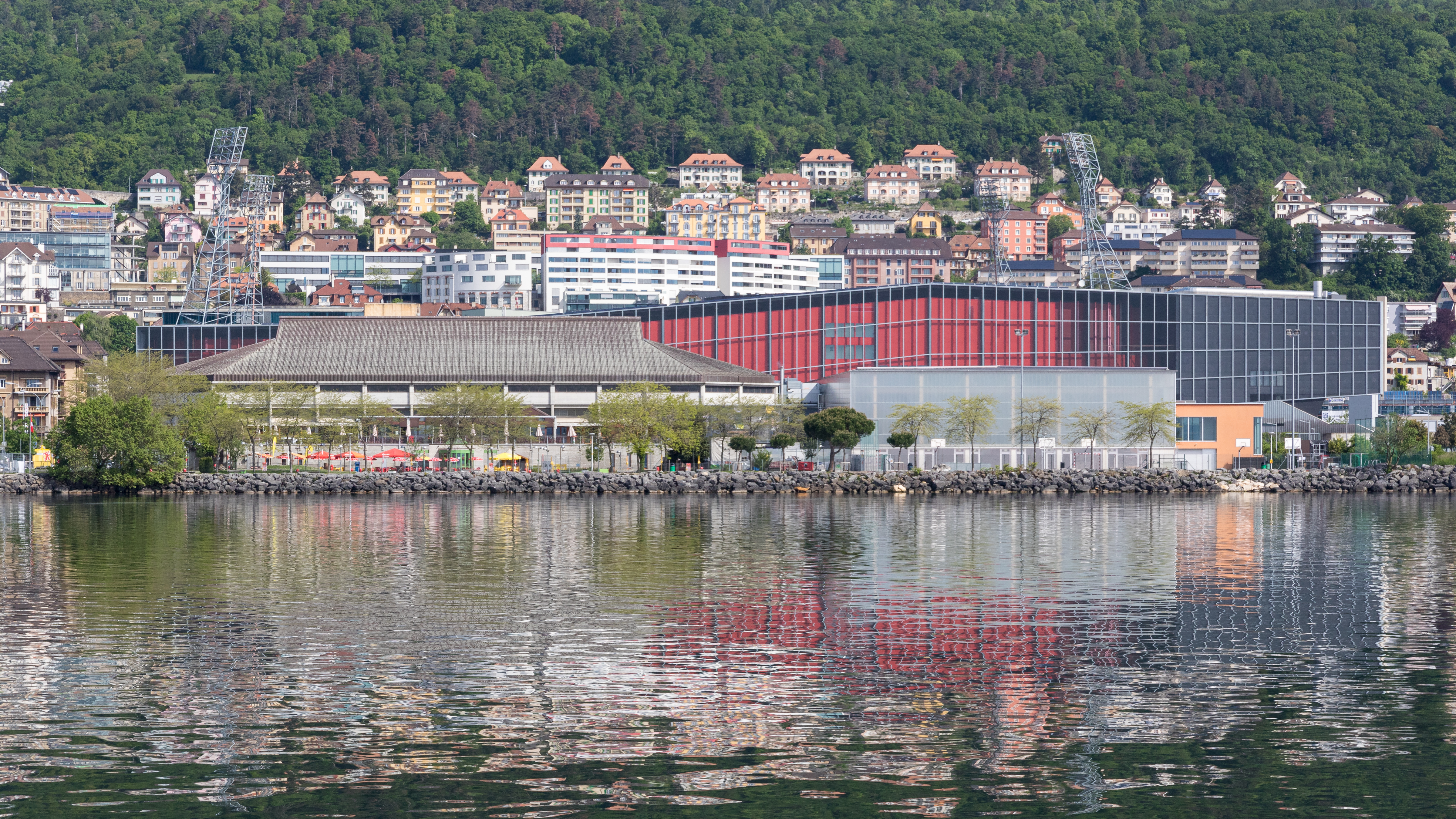
Stade de la Maladière

Nationale Bekanntheit erlangte die Stadt im Sport durch den Fussballverein Neuchâtel Xamax, der 1916, 1987 und 1988 Schweizer Meister wurde. Die erste Mannschaft spielte in der Saison 2018/19 erstmals seit dem Konkurs im Januar 2012 wieder in der Super League, der höchsten Liga in der Schweiz. Spielstätte ist das Stade de la Maladière.
Der Frauen-Volleyballverein Viteos NUC gehört zu den Spitzenteams der Nationalliga A und wurde mehrfach Meister und Cupsieger. Die Mannschaft nimmt seit 2010 auch ununterbrochen am Europapokal teil.
Der Eishockey-Verein HC Université Neuchâtel spielt nur in der Amateurliga. Im Dezember 2019 fand in Neuenburg die Unihockey-Weltmeisterschaft der Frauen statt.

## Bildung
Neuenburg verfügt über sämtliche in der Schweiz üblichen Schulformen. Mit dem sogenannten Immersionsunterricht ist an einigen Primarschulen im Stadtgebiet und im Kanton Neuenburg ein zweisprachiger Unterricht auf Französisch und Deutsch eingeführt worden.
Mit der Universität Neuenburg und einem Standort der Fachhochschule Westschweiz ist Neuenburg Universitätsstadt.

## Gesundheitswesen
Neuenburg verfügt mit dem Hôpital Pourtalès über ein öffentliches Spital mit 24-Stunden-Notfallversorgung. Es gehört zum Klinikverbund Hôpitaux neuchâtelois. Mit dem Hôpital de la Providence existiert zudem ein Privatspital in der Stadt.

## Verkehr

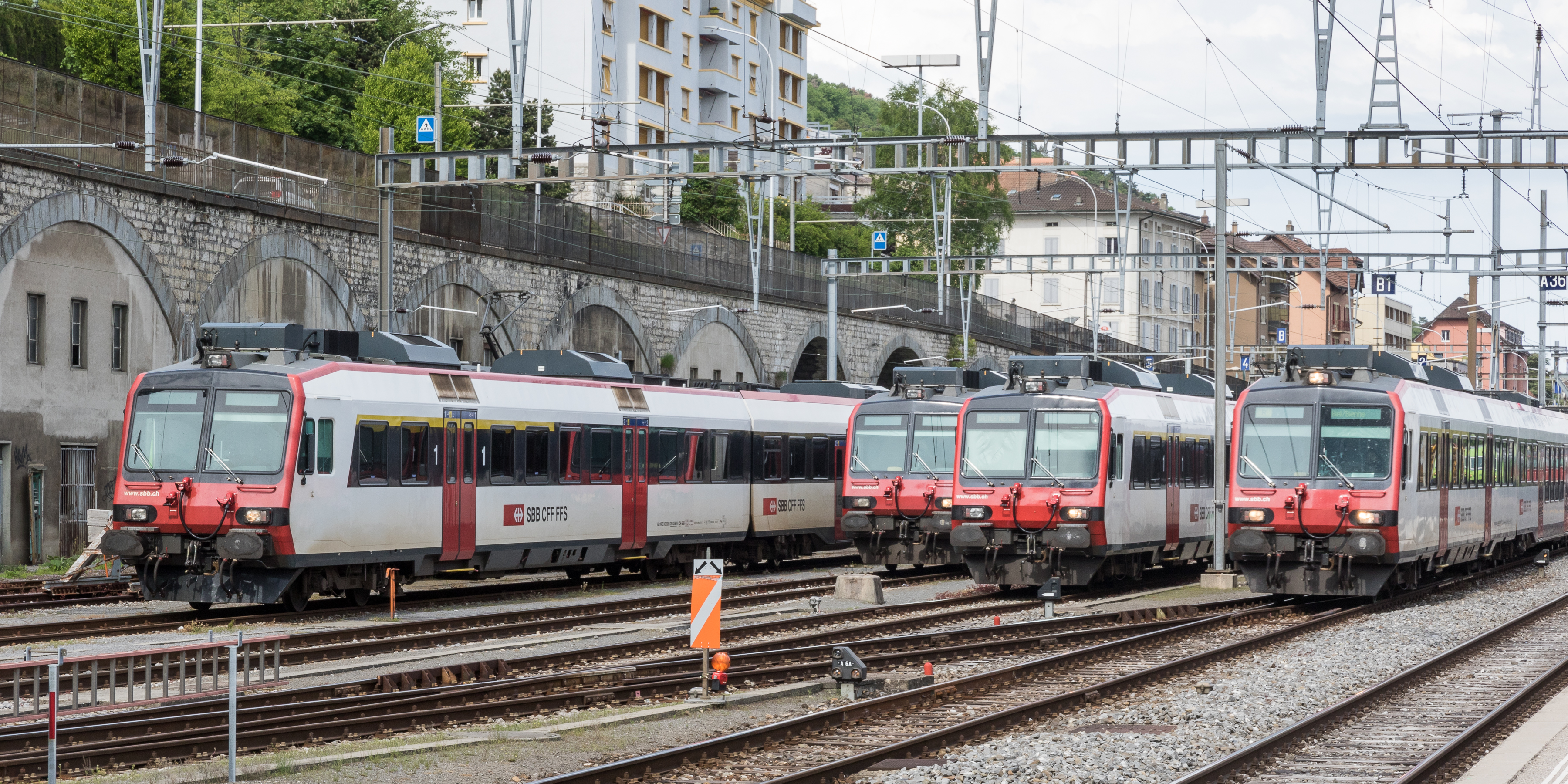
Regionalzüge in Neuenburg

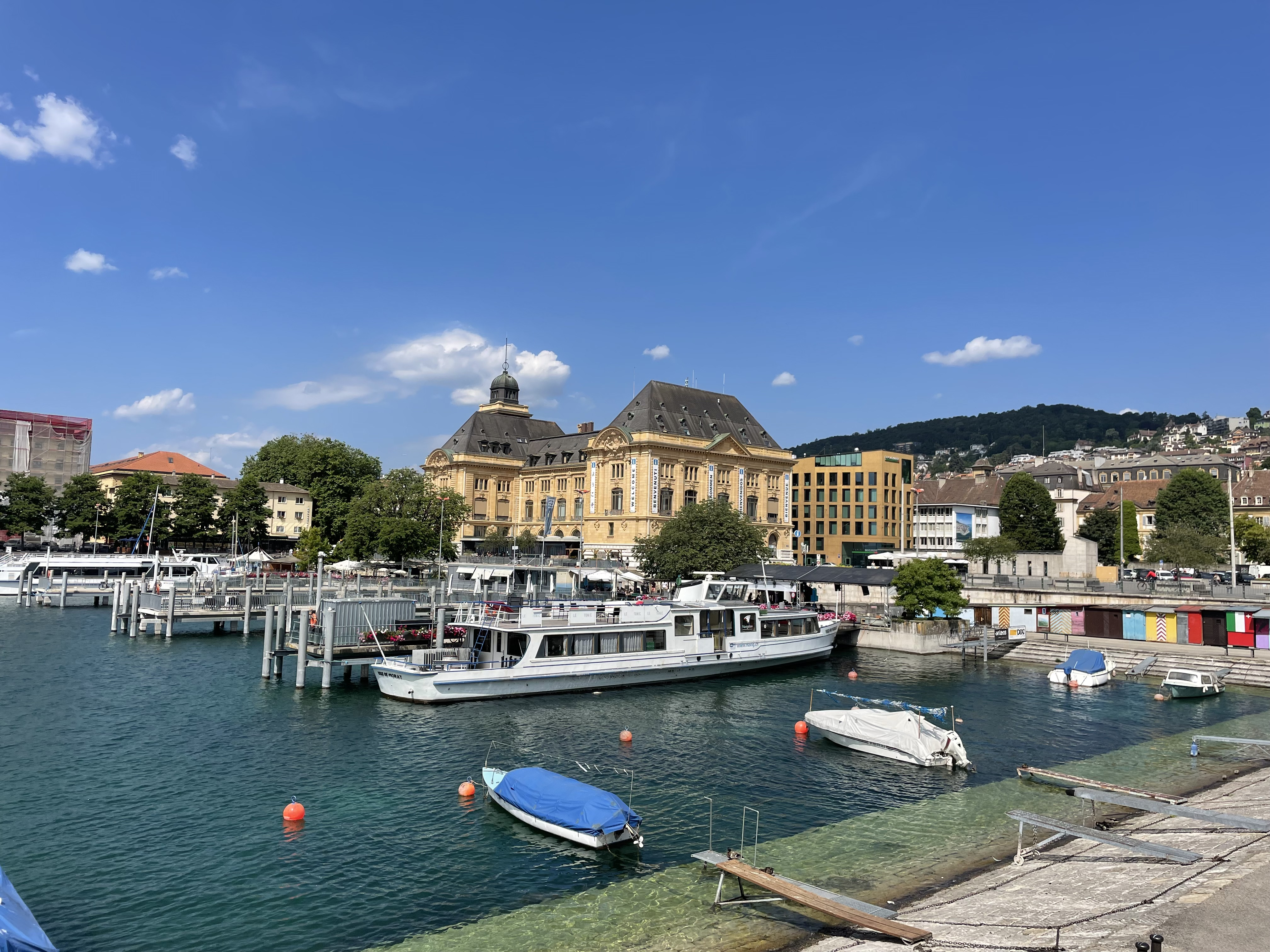
Hafen Neuenburg

Neuenburg ist mit vier Stationen an das Netz der SBB und der BLS angeschlossen. Im Bahnhof Neuchâtel verkehren drei Zugspaare zu den TGV in Frasne, welche zwischen Paris und Lausanne fahren. Im innerschweizerischen Verkehr wird Neuenburg von Zügen der Relation St. Gallen–Lausanne sowie Zürich–Genf Flughafen auf der Jurasüdfusslinie sowie von S-Bahn-Zügen, Regio-Express-Zügen und Regionalzügen bedient.
Ein umfangreiches Netz an Bahn- und Buslinien in der Stadt und im Kanton betreiben die Transports Publics Neuchâtelois, kurz transN, insbesondere die Strassenbahn Neuenburg, die heute nur noch aus einer Überlandlinie nach Boudry besteht, und den Trolleybus Neuenburg (drei Linien) sowie diverse Autobuslinien.
Die transN betreiben auch drei Standseilbahnen: von Neuchâtel-Ecluse nach Plan, von Neuchâtel-La Coudre auf den Chaumont und seit 2001 die Fun’ambule zwischen Neuchâtel-Gare und der Unterstadt und somit dem Universitätsviertel.
Einige weitere Überland-Autobuslinien betreibt Postauto Schweiz.
Anschluss an das Schweizer Autobahnnetz besteht mit der A5, die in Tunnels längs durch die Stadt führt.
Neuenburg ist mit der Schifffahrtsgesellschaft auf dem Neuenburger- und Murtensee (LNM) mit anderen Anstössergemeinden der beiden Seen sowie über den Zihlkanal mit Biel verbunden.

## Gemeindepartnerschaft
- Sansepolcro, Toskana, Italien, seit 1997

## Persönlichkeiten
- Jean-Jacques von Allmen (1917–1994), evangelischer Geistlicher und Hochschullehrer
- Xavier Almeida (* 1994), Jazzmusiker
- Paule d’Arx (* 1939), Schriftstellerin und Literaturkritikerin
- Pascal Attinger (* 1952), Altorientalist
- Jean-Jacques Aubert (* 1958), Althistoriker
- Louis Aubert (1856–1936), evangelischer Geistlicher und Hochschullehrer
- Simone Aubert (* 1981), Rock- und Improvisationsmusikerin
- Maurice Bavaud (1916–1941), verhinderter Hitler-Attentäter
- Paul Benner (1877–1953), Dirigent, Organist und Komponist
- Steve von Bergen (* 1983), Fussball-Nationalspieler
- Louis Frédéric Berger (1793–1857), evangelischer Geistlicher und Politiker
- Jean-Pierre Berger (1929–2018), Politiker (SVP)
- Alfred Jacques Henri Berthoud (1802–1887), Schweizer Kaufmann sowie Plantagenbesitzer und Sklavenhalter
- Dorette Berthoud (1888–1975), Schriftstellerin
- Jean-Édouard Berthoud (1846–1916), Politiker
- François Blank (1930–2021), Eishockeyspieler
- Robert-Henri Blaser (1919–1986), Hochschullehrer, Germanist und Medizinhistoriker
- Erhard Borel (1793–1861), Politiker und Unternehmer
- Fritz Bourquin (1916–1978), Politiker
- George Bovet (1874–1946), Bundeskanzler
- Lucien Bovet (* 1962), Jazzmusiker
- Julie von Brandenburg (1793–1848), Herzogin von Anhalt-Köthen
- Abraham Louis Breguet (1747–1823), Uhrmacher
- Didier Burkhalter (* 1960), Politiker (FDP)
- Henri-David Chaillet (1751–1823), evangelischer Geistlicher
- Daniel de Chambrier (1665–1728), Söldner in niederländischen Diensten
- Jean de Chambrier (1686–1751), Diplomat und Gesandter
- Mélusine Chappuis (* ≈1994), Jazzmusikerin
- John Auguste Clerc (1857–1898), Politiker (Radikale Partei)
- Raphaël Comte (* 1979), Politiker (FDP)
- Eric de Montmollin (1907–2011), Schriftsteller
- Adèle de Pierre (1800–1890), Erzieherin von Luise von Preussen und Übersetzerin
- David de Pury (1709–1786), Bankier, Diamanten- und Sklavenhändler am portugiesischen Hof
- Lucien Dällenbach (1940–2025), romanistischer Literaturwissenschaftler
- Gilbert Droz (1928–1994), Fussballschiedsrichter
- Henri Dubois (1838–1928), evangelischer Geistlicher und Hochschullehrer
- Julien Dunilac (1923–2015), Schriftsteller, Kulturattaché und Chefbeamter
- James DuPasquier (1794–1869), erster Präsident der Synode der reformierten Kirche nach der Errichtung der Republik Neuenburg 1848
- Friedrich Dürrenmatt (1921–1990), Schriftsteller
- Friedrich Ecklin (1830–1904), evangelischer Geistlicher
- Guillaume Farel (1489–1565), Reformator und evangelischer Pfarrer in Neuenburg
- Claude Frossard (* 1935), Maler, Weber und Bildhauer
- Bernard de Gélieu (1828–1907), Freiwilligensoldat, später preussischer General
- Salomé de Gélieu (1742–1820), Pädagogin und Erzieherin an europäischen Fürstenhöfen
- Frédéric Godet (1812–1900), Theologe
- Georges Edouard Godet (1845–1907), evangelischer Geistlicher und Hochschullehrer
- Philippe Godet (1850–1922), Schriftsteller
- Augustin Gretillat (1837–1894), evangelischer Geistlicher und Hochschullehrer
- Werner Günther (1898–1988), Germanist und Hochschullehrer
- Johann von Helferich (1817–1892), schweizerisch-deutscher Nationalökonom
- Grégory Hofmann (* 1992), Eishockeyspieler
- Paul Humbert (1885–1972), evangelischer Theologe, Hochschullehrer und Bibliothekar
- Philippe Huttenlocher (* 1942), Opern- und Konzertsänger (Bariton)
- Etienne Jornod (* 1953), Unternehmer und Manager
- Yann Kasaï (* 1998), Fussballspieler
- Marcel Kurz (1887–1967), Topograf, Alpinist, Expeditionsbergsteiger und Autor
- Jean-Louis Leuba (1912–2005), evangelischer Geistlicher und Hochschullehrer
- Henri Marcacci (* 1925 in Neuenburg), Ingenieur, Maler, Fotograf[36]
- Nicola Marcone (* 1958), Maler, Zeichner, Radierer tätig in Neuenburg[37][38]
- Yves Mariotti (* 1955 in Neuenburg) Bildhauer, Zeichner, Installator[39]
- Pedro Mendes (* 1990), portugiesischer Fussballspieler
- Philippe Henri Menoud (1905–1973), Schweizer evangelischer Geistlicher und Hochschullehrer
- Auguste-Frédéric de Meuron (1789–1852), Kaufmann und Industrieller
- Charles-Daniel de Meuron (1738–1806), Offizier in fremden Diensten und Militärunternehmer in holländischen und britischen Diensten sowie britischer Generalleutnant
- David-Henri de Meuron (1842–1825), Kaufmann, Bankier und Fabrikant
- Pierre-Frédéric de Meuron (1746–1813), Offizier in fremden Diensten, Militärgouverneur von Ceylon und Generalleutnant
- Gil Montandon (* 1965), Eishockeyspieler
- Carlo Moos (* 1944), Historiker
- Paul Müller (1923–2016), Schauspieler
- Karl Neuhaus (1796–1849), Kaufmann, Fabrikant und Politiker
- Jean-Bloé Niestlé (1884–1942), Tiermaler
- Aurèle Nicolet (1926–2016), Flötist
- Denis Oswald (* 1947), Ruderer, Jurist und Sportfunktionär
- Hubert Patthey (1919–2009), Autorennfahrer und Unternehmer
- Fred Perrin (1932–2022), Bildhauer und Plastiker
- Anna de Perrot (1828–1915), Aktivistin der Frauenbewegung
- Claude de Perrot (1789–1874), evangelischer Geistlicher und Hochschullehrer
- Olivier Perrot (1598–1669), evangelischer Geistlicher
- Ferdinand-Olivier Petitpierre (1722–1790), evangelischer Geistlicher
- Louis-Frédéric Petitpierre (1712–1787), evangelischer Geistlicher
- Emmanuel Pettavel (1836–1910), evangelischer Geistlicher und Hochschullehrer
- William Pettavel (1830–1907), evangelischer Geistlicher
- Pierre-Alexandre DuPeyrou (Paramaribo, 1729–1794), Herausgeber und Freund von Jean-Jacques Rousseau. Erbauer des Hôtel DuPeyrou
- Jean Piaget (1896–1980), Philosoph und Entwicklungspsychologe
- Pierre Pidoux (1905–2001), evangelischer Kirchenmusiker und Musikwissenschaftler
- Auguste de Pourtalès (1840–1918), Landschaftmaler und Kunstsammler
- Jacques-Louis de Pourtalès (1722–1814), Schweizer Plantagenbesitzer, Unternehmer und Bankier
- Guillaume de Pury (1831–1890), Auswanderer, Winzer und Lokalpolitiker
- Karl Philipp Reiff (1796–1872), Übersetzer, Hauslehrer und Sprachforscher, Ehrenbürger
- Guillaume Ritter (1835–1912), Wasserbauingenieur und Architekt
- Frédéric de Rougemont der Ältere (1808–1876), Geograf, Historiker, Philosoph, Theologe und Politiker
- Frédéric de Rougemont der Jüngere, evangelischer Geistlicher und Entomologe
- Georges de Rougemont (1758–1824), Jurist und Politiker
- Willy Russ (1877–1959), Unternehmer, Kunstsammler und Mäzen
- Antoinette Rychner (* 1979), Schriftstellerin
- Prinz Sabahaddin (1879–1948), türkischer Denker und Politiker aus dem Hause Osman
- Jonathan Salvi (* 1993), Jazzmusiker
- Simon de Sandol-Roy (1754–1831), Schweizer Offizier in fremden Diensten und niederländischer Generalmajor
- Rémy Scheurer (* 1934), Historiker, Hochschullehrer und Politiker
- Roger Schneider (1910–2005), Schriftsteller
- Karl Johann Jakob Schultheß (1775–1855), Maler
- Hans Seiler (1907–1986), Maler
- Christophe Senft (1914–1988), evangelischer Geistlicher und Hochschullehrer
- Andreas Späth (1790–1876), Komponist; 1833–38 Leiter des Kirchenchores, Dirigent von Instrumentalkonzerten und nebenbei Musiklehrer am Collège
- Philippe Suchard (1797–1884), Schokoladenfabrikant
- Ely Tacchella (1936–2017), Fussballspieler
- Jean-Bernard Vuillème (* 1950), Schriftsteller und Literaturkritiker
- Liliane Wasserfallen-Rougemont (1927 oder 1928–2014), Jazz-Pianistin
- Étienne Wenger (* 1952), Sozialforscher
- Friedrich Witz (1894–1984), Journalist und Verleger
- August von Zastrow (1833–1896), preussischer Verwaltungsjurist und Landrat
- Maurice Zundel (1897–1975), Geistlicher, Theologe und Philosoph

## Bilder

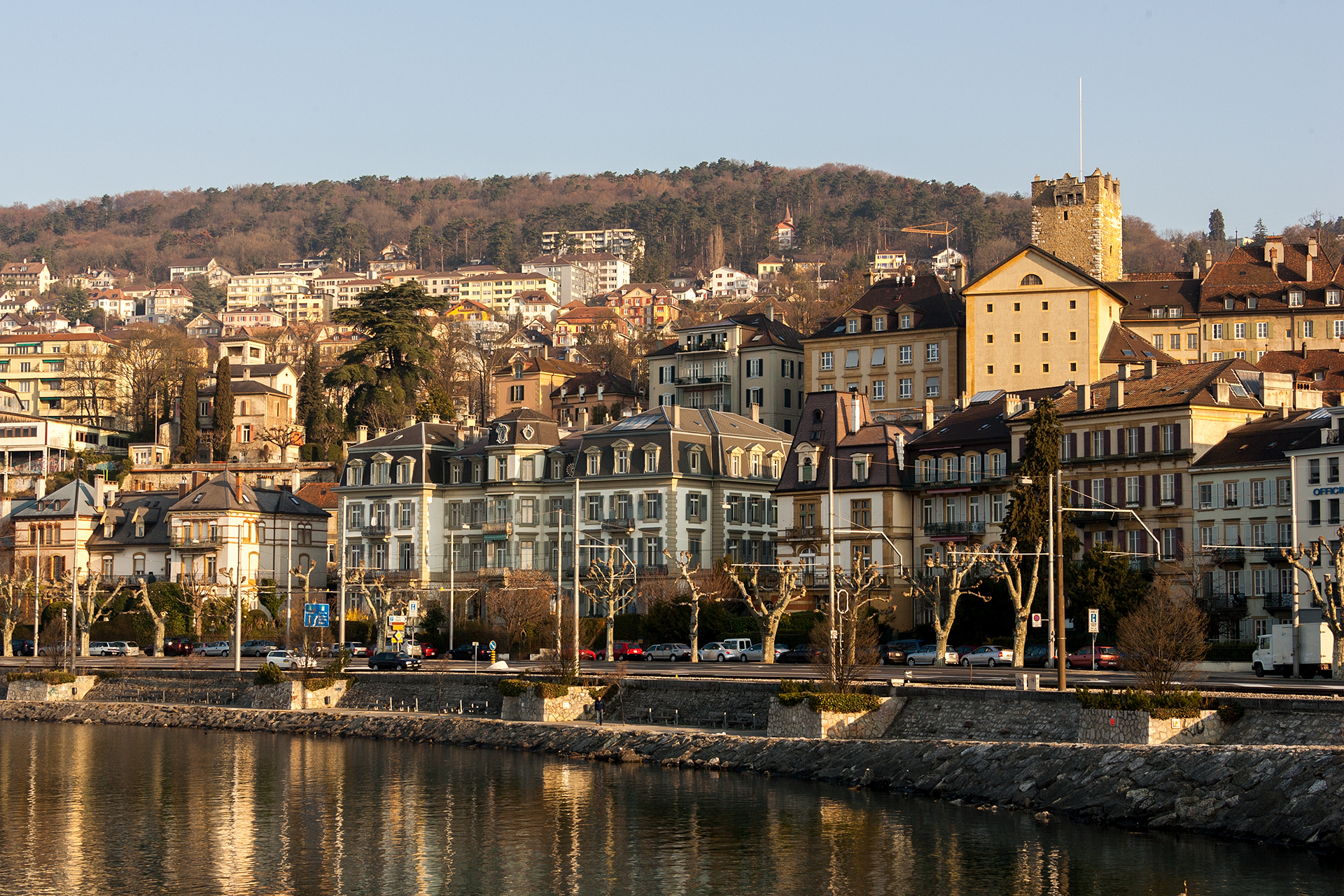
Blick auf den Stadtteil mit dem Tour des Prisons
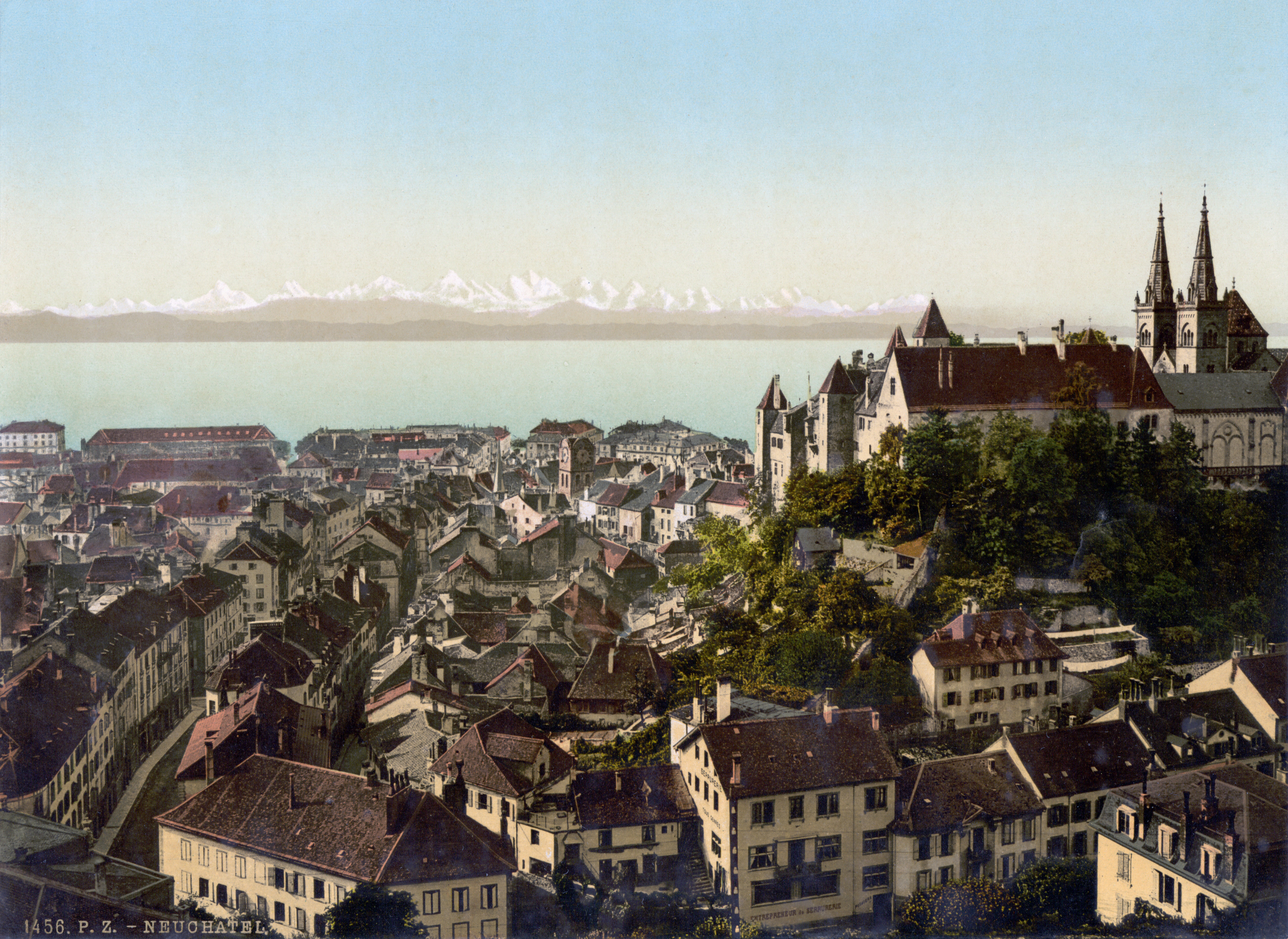
Neuenburg – Blick über das Schloss auf die Alpen (ca. 1890–1900)
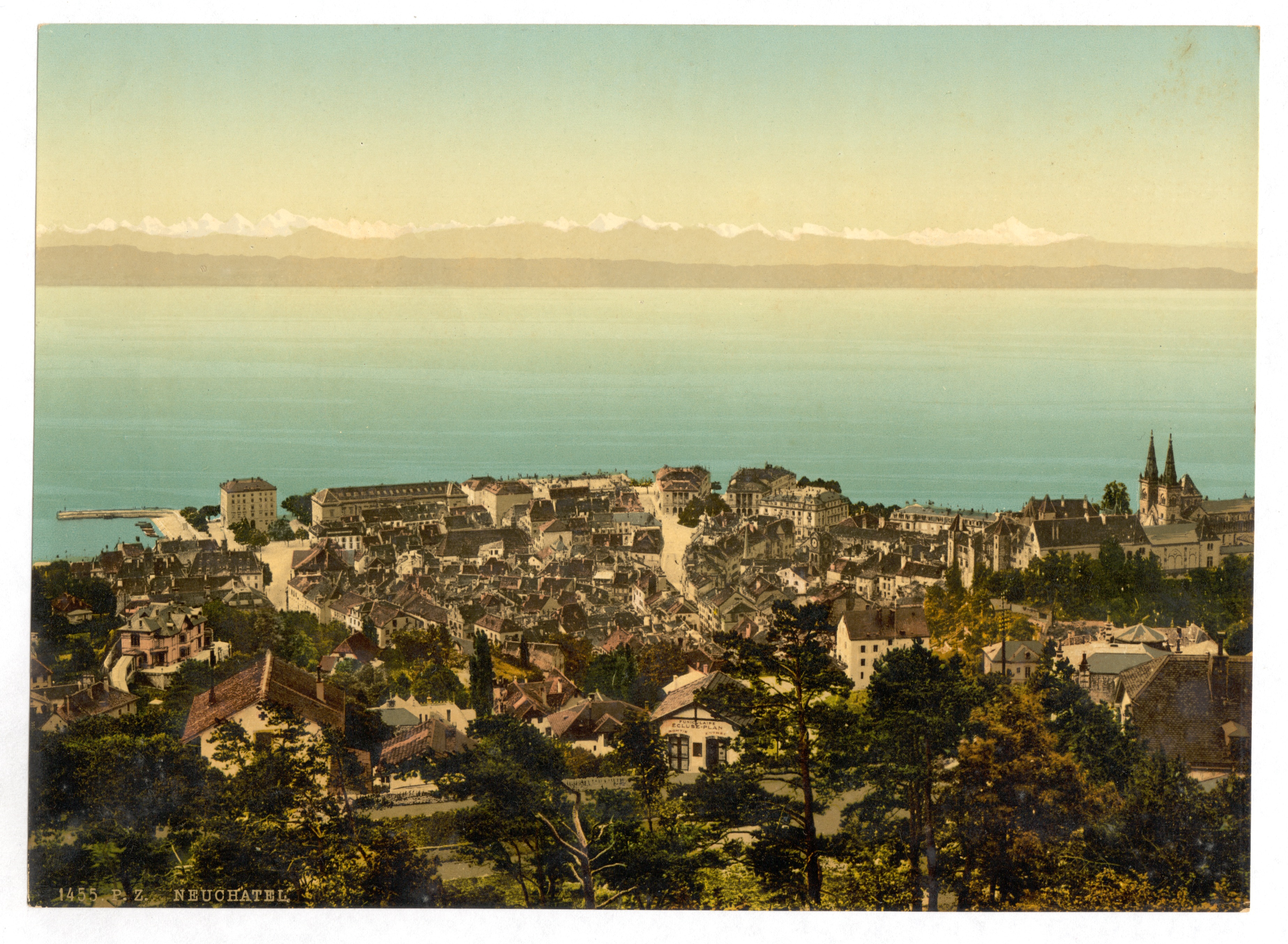
Neuenburg – Blick von der Ermitage über die Stadt (ca. 1890–1900)
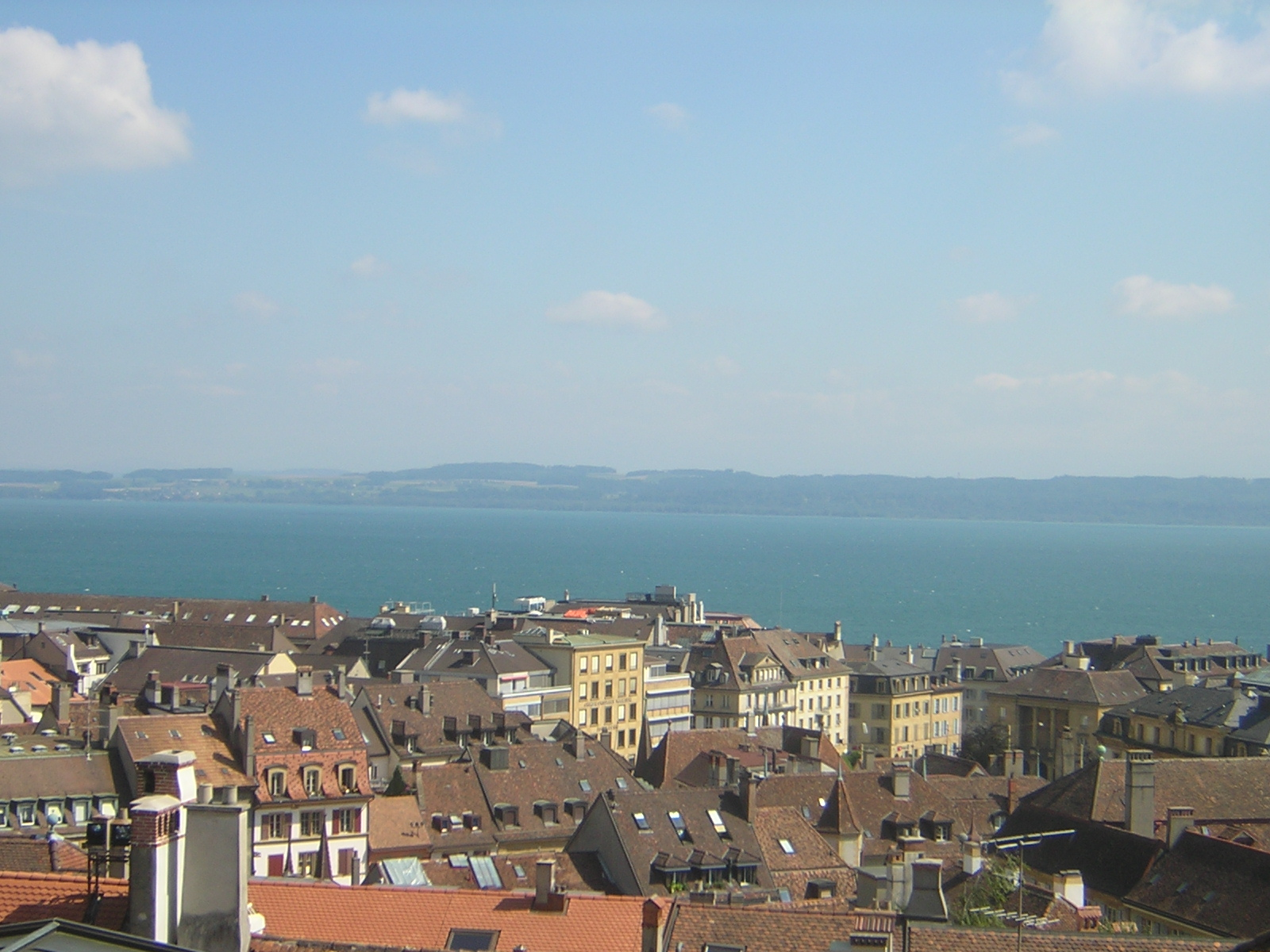
Der See, Aussicht vom Schloss
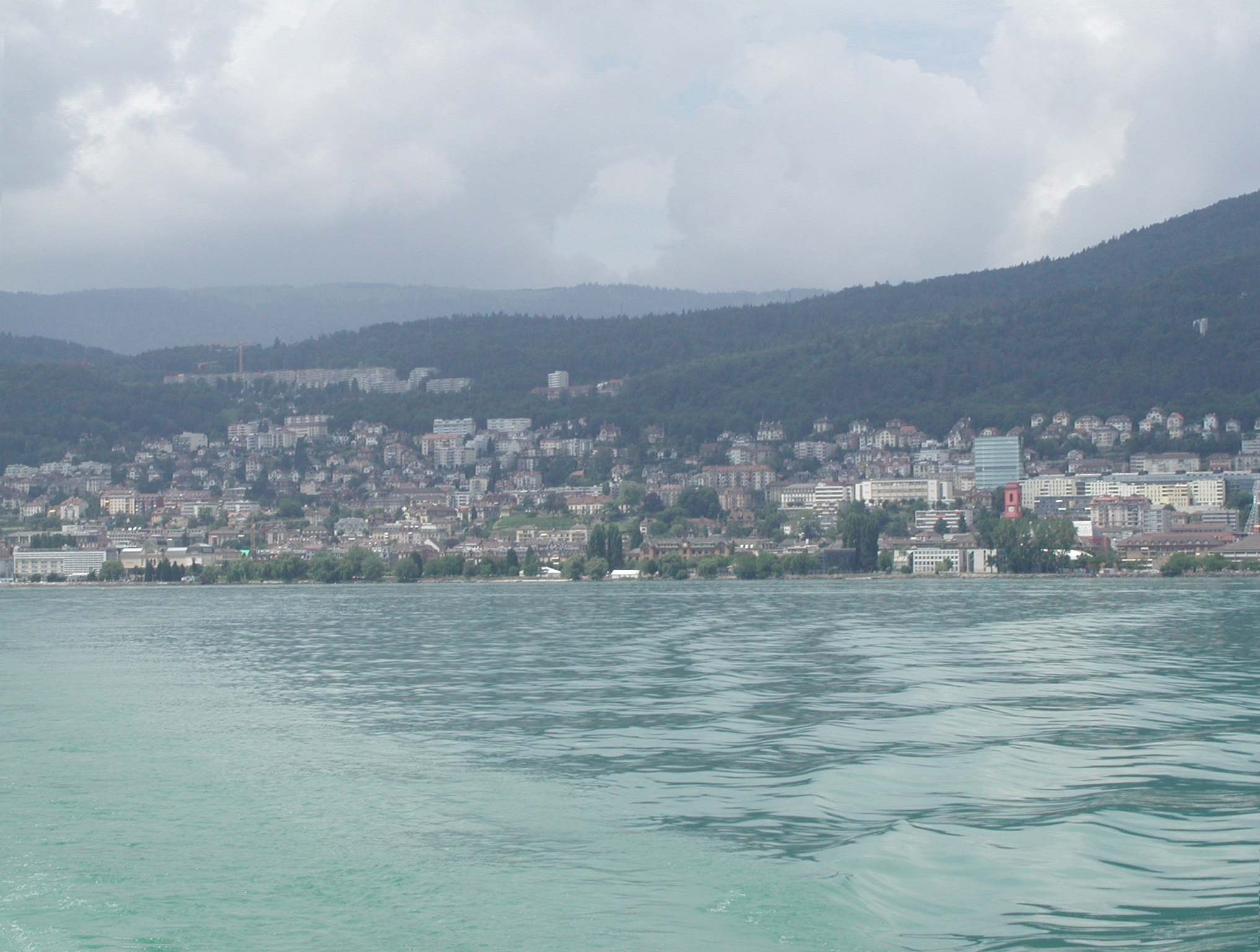
Neuenburg, vom See gesehen
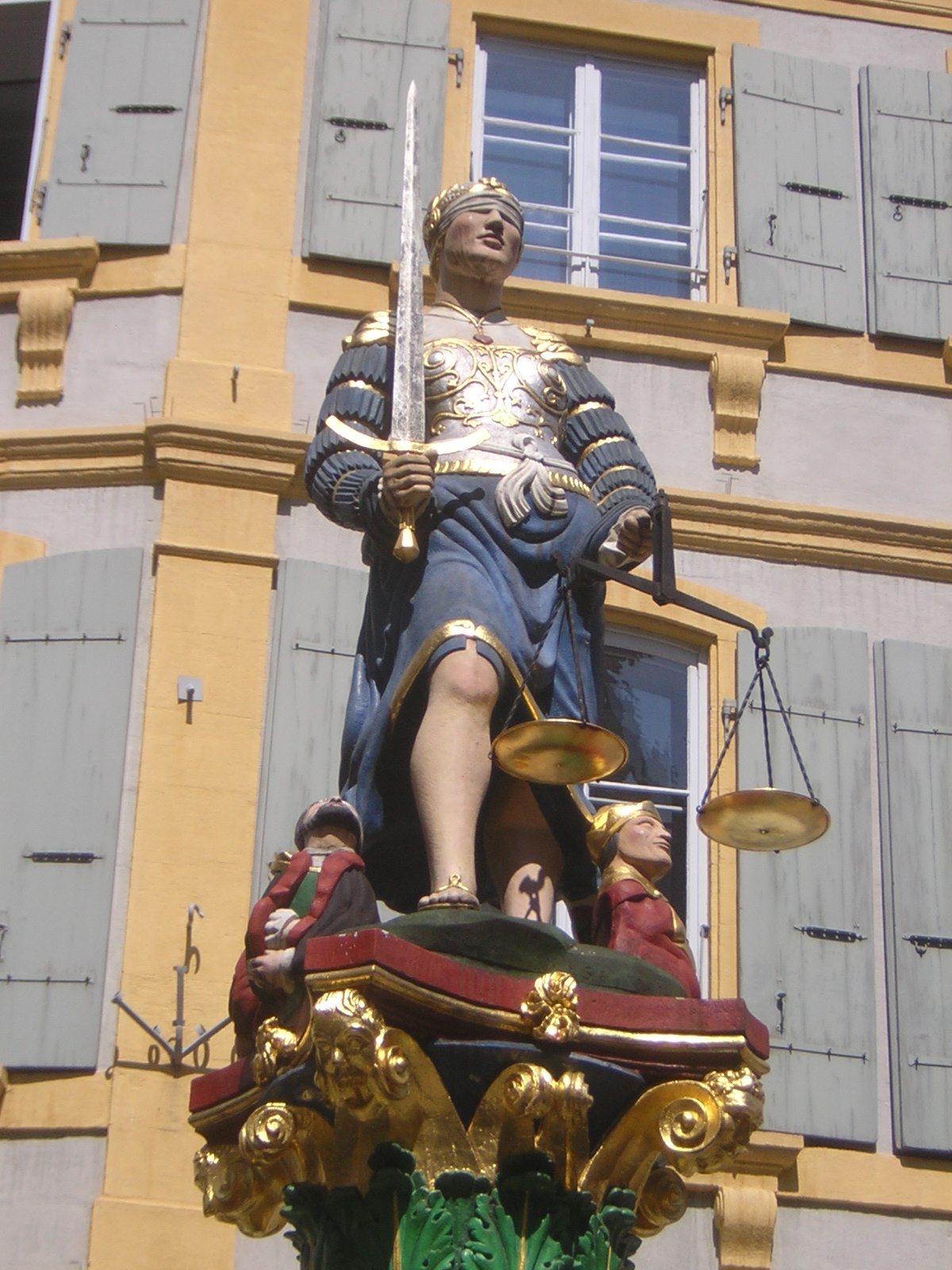
Die Statue des Gerechtigkeitsbrunnens
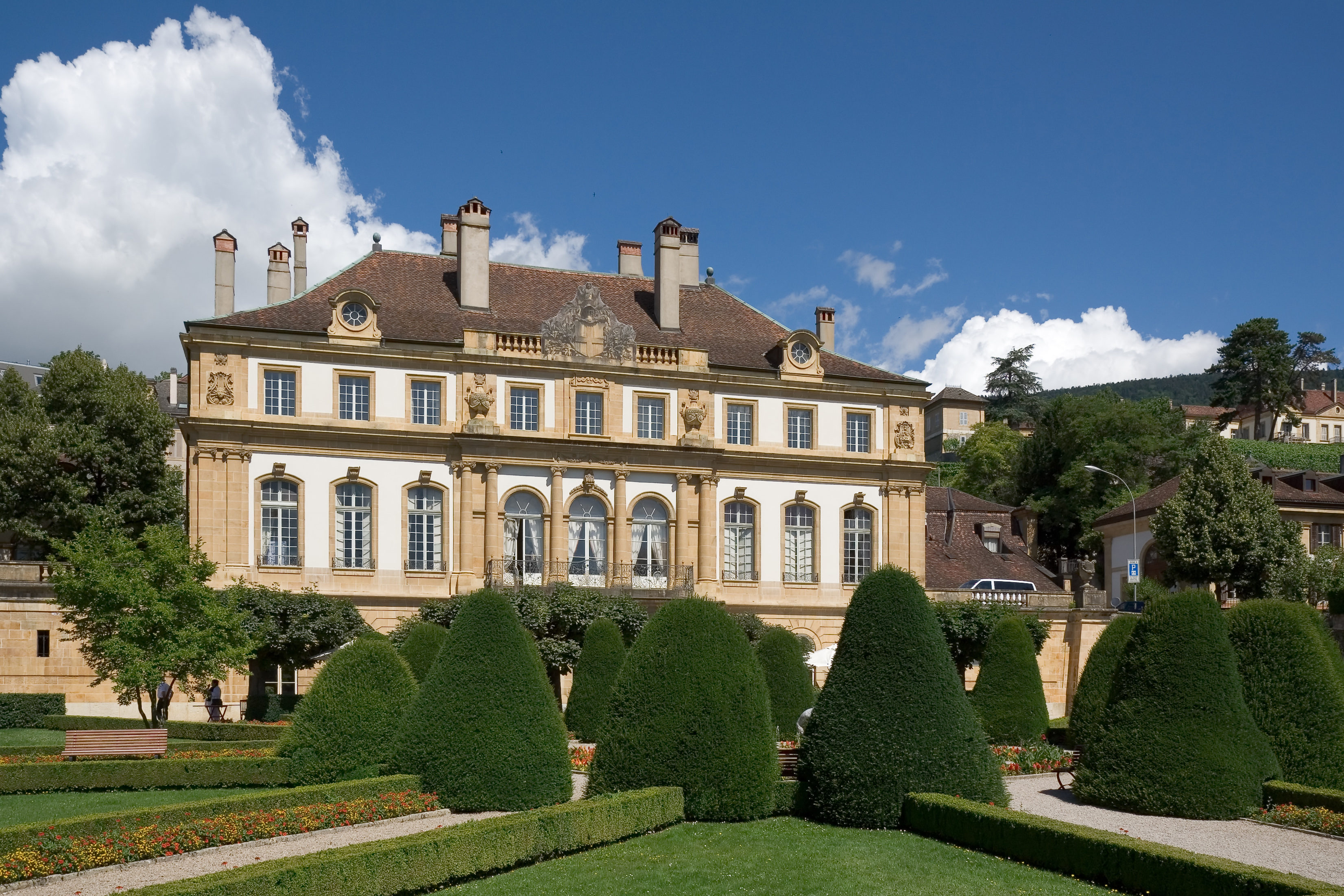
Das Hôtel DuPeyrou mit seinem Barockgarten
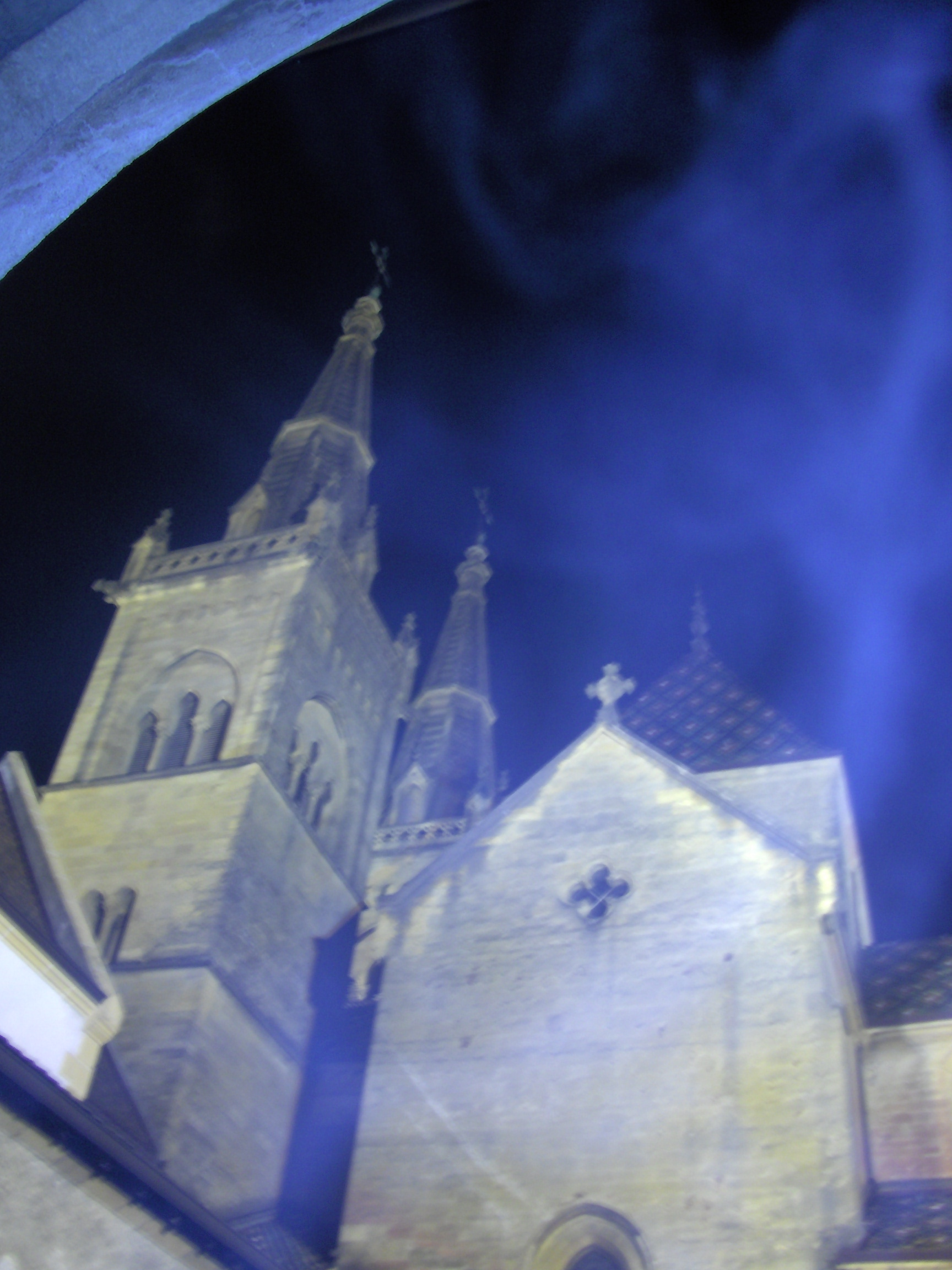
Die Collégiale, nachts, Nordansicht